# Rajd Dakar 2009

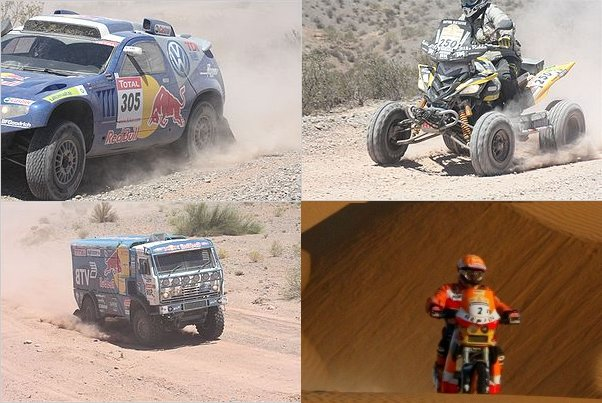
W rajdzie udział brały motocykle, quady, samochody oraz ciężarówki. Na zdjęciach zwycięzcy poszczególnych kategorii

Rajd Dakar 2009 – trzydziesta edycja rajdu. Odbyła się w dniach od 3 stycznia do 17 stycznia 2009 roku. Pierwszy etap wystartował z Buenos Aires w Argentynie i tam cały rajd się zakończył. W rajdzie wystartowało 217 motocykli, 25 quadów, 177 samochodów i 81 ciężarówek.

## Etapy

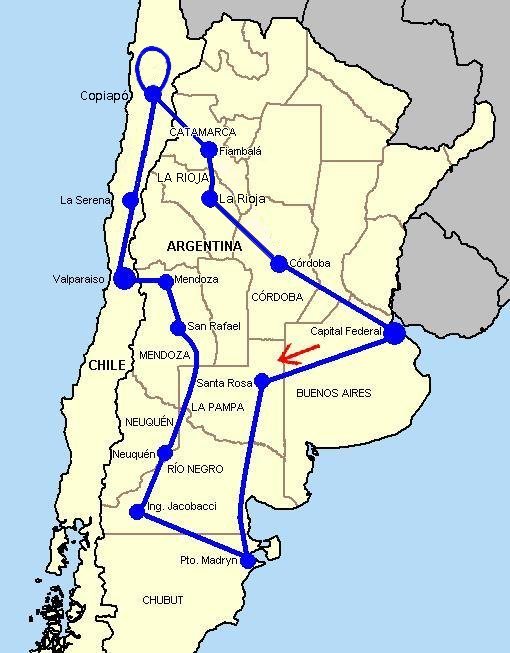
Przybliżona trasa rajdu

| Etap  | Data        | Skąd                                | Dokąd                               | Dojazd                              | OS                                  | Dojazd                              | Całość                              |
| ----- | ----------- | ----------------------------------- | ----------------------------------- | ----------------------------------- | ----------------------------------- | ----------------------------------- | ----------------------------------- |
| 1     | 3 stycznia  | Buenos Aires                        | Santa Rosa de Toay                  | 196 km                              | 371 km                              | 161 km                              | 728 km                              |
| 2     | 4 stycznia  | Santa Rosa de Toay                  | Puerto Madryn                       | -                                   | 237 km                              | 600 km                              | 837 km                              |
| 3     | 5 stycznia  | Puerto Madryn                       | Jacobacci                           | 70 km                               | 551 km                              | 73 km                               | 694 km                              |
| 4     | 6 stycznia  | Jacobacci                           | Neuquén                             | 4 km                                | 459 km                              | 25 km                               | 488 km                              |
| 5     | 7 stycznia  | Neuquén                             | San Rafael                          | 173 km                              | 506 km                              | 84 km                               | 763 km                              |
| 6     | 8 stycznia  | San Rafael                          | Mendoza                             | 76 km                               | 395 km                              | 154 km                              | 625 km                              |
| 7     | 9 stycznia  | Mendoza                             | Valparaíso                          | 80 km                               | 419 km                              | 317 km                              | 816 km                              |
|       | 10 stycznia | Dzień przerwy w Valparaíso, w Chile | Dzień przerwy w Valparaíso, w Chile | Dzień przerwy w Valparaíso, w Chile | Dzień przerwy w Valparaíso, w Chile | Dzień przerwy w Valparaíso, w Chile | Dzień przerwy w Valparaíso, w Chile |
| 8     | 11 stycznia | Valparaíso                          | La Serena                           | 245 km                              | 294 km                              | 113 km                              | 652 km                              |
| 9     | 12 stycznia | La Serena                           | Copiapó                             | 88 km                               | 449 km                              | -                                   | 537 km                              |
| 10    | 13 stycznia | Copiapó                             | Copiapó                             | 20 km                               | 670 km                              | -                                   | 690 km                              |
| 11    | 14 stycznia | Copiapó                             | Fiambala                            | 20 km                               | 215 km                              | 445 km                              | 680 km                              |
| 12    | 15 stycznia | Fiambala                            | La Rioja                            | 4 km                                | 253 km                              | 261 km                              | 518 km                              |
| 13    | 16 stycznia | La Rioja                            | Córdoba                             | 161 km                              | 545 km                              | 47 km                               | 753 km                              |
| 14    | 17 stycznia | Córdoba                             | Buenos Aires                        | 224 km                              | 227 km                              | 341 km                              | 792 km                              |
| Razem | Razem       | 1361 km                             | 1361 km                             | 1361 km                             | 5591 km                             | 3221 km                             | 10179 km                            |

## Wypadki

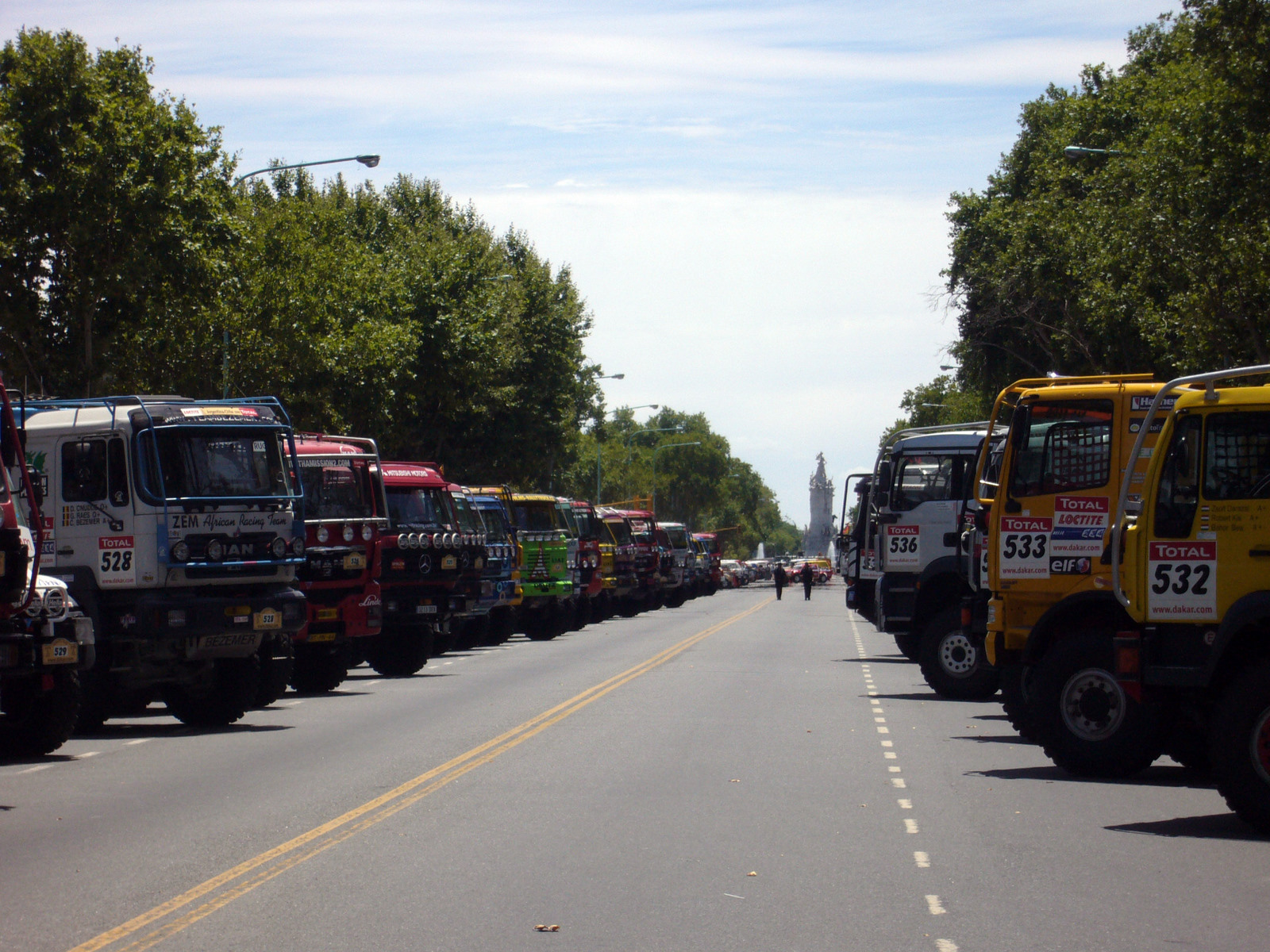
Ciężarówki przed startem

- Brytyjscy kierowcy samochodowi Paul Green i Matthew Harrison mieli wypadek na 1. etapie rajdu. Zawodnicy utrzymywani byli w śpiączce farmakologicznej. Lekarze prawdopodobnie wybudzili ich 8 stycznia 2009. U pierwszego z nich doszło do uszkodzenia płuc[1].
- Francuski motocyklista Pascal Terry został pierwszą ofiarą 30. Rajdu Dakar. Zaginął on podczas 2. etapu i nie można było z nim uzyskać kontaktu. W nocy z 6 na 7 stycznia został przez organizatorów znaleziony martwy w odległości 15 metrów od swojego motocykla[2]. Przyczyną śmierci motocyklisty był obrzęk płuc, który doprowadził do zatrzymania pracy serca[3].
- Ciężarówka wioząca ogumienie dla uczestników rajdu zderzyła się czołowo z innym pojazdem, którego dwóch pasażerów zginęło na miejscu. Do wypadku doszło pod miejscowością Peyerreyes, około 400 km na północ od stolicy Chile – Santiago, na trasie dziewiątego etapu. Według obliczeń agencji AFP, w organizowanym od 1979 roku wyścigu zginęły do tej pory 54 osoby, w tym 19 uczestników[4].

## Wyniki etapów

### Motocykle

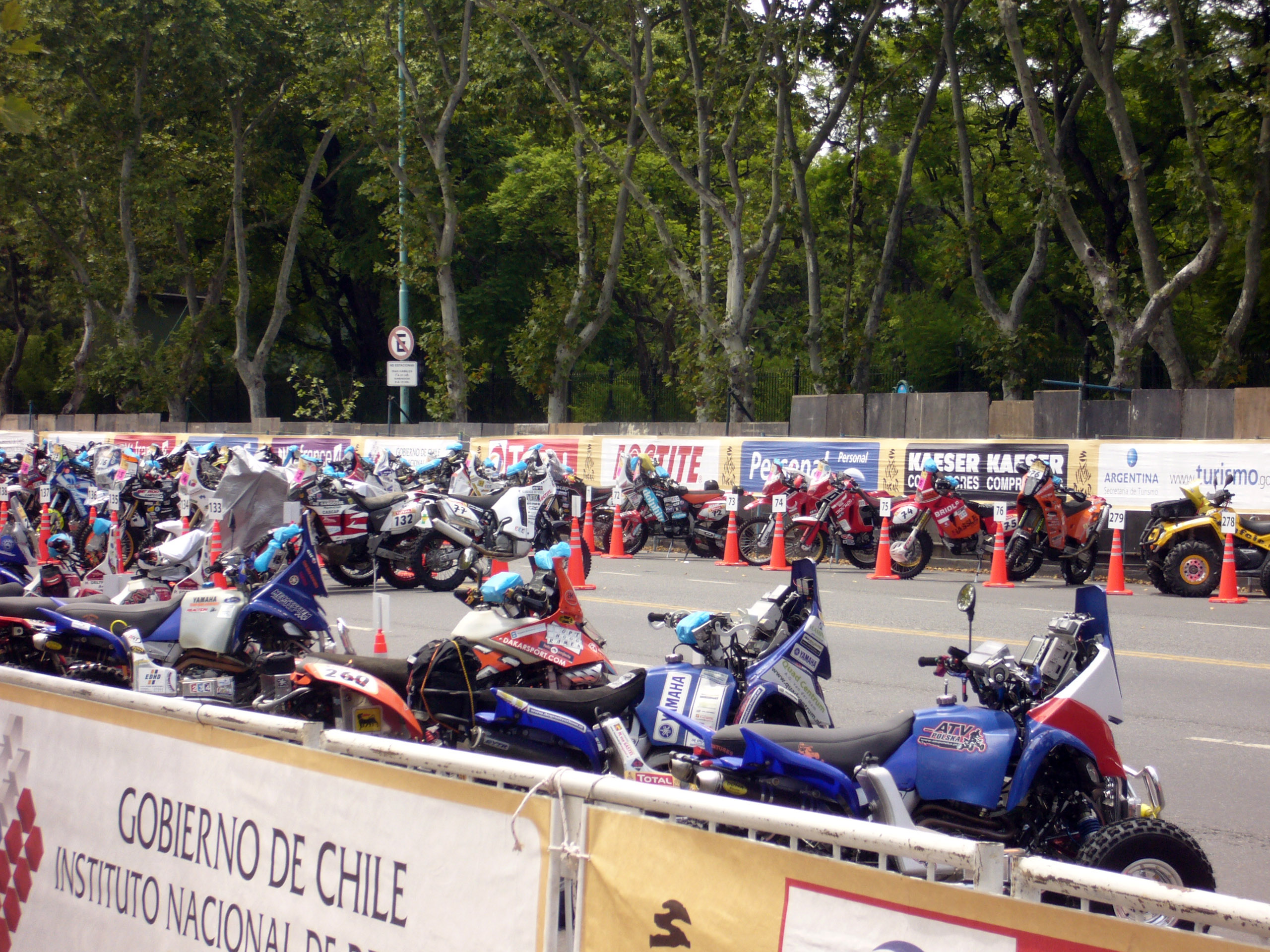
Motocykle przed startem

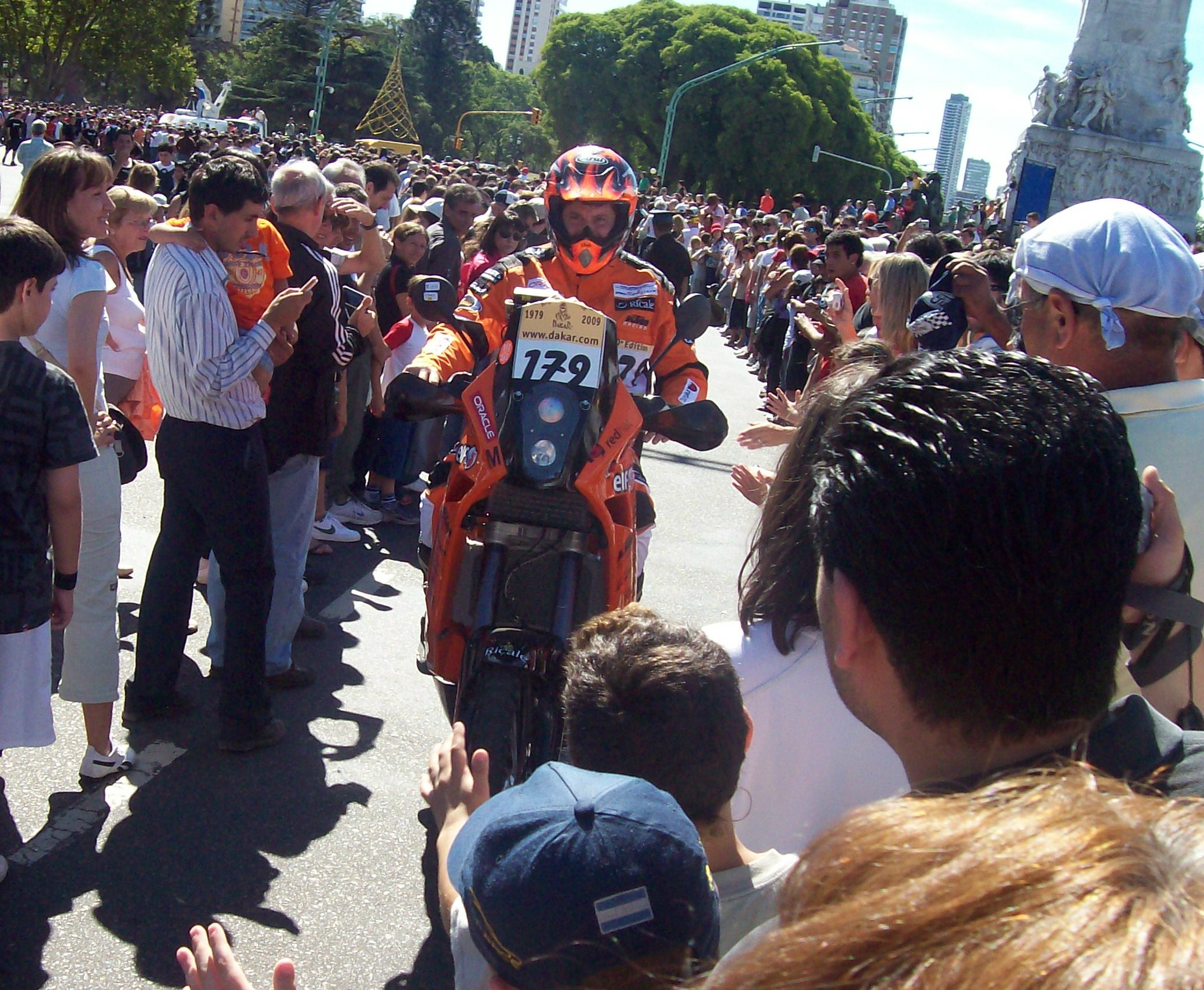
Cristian Romero wypadł z rywalizacji podczas 3 etapu

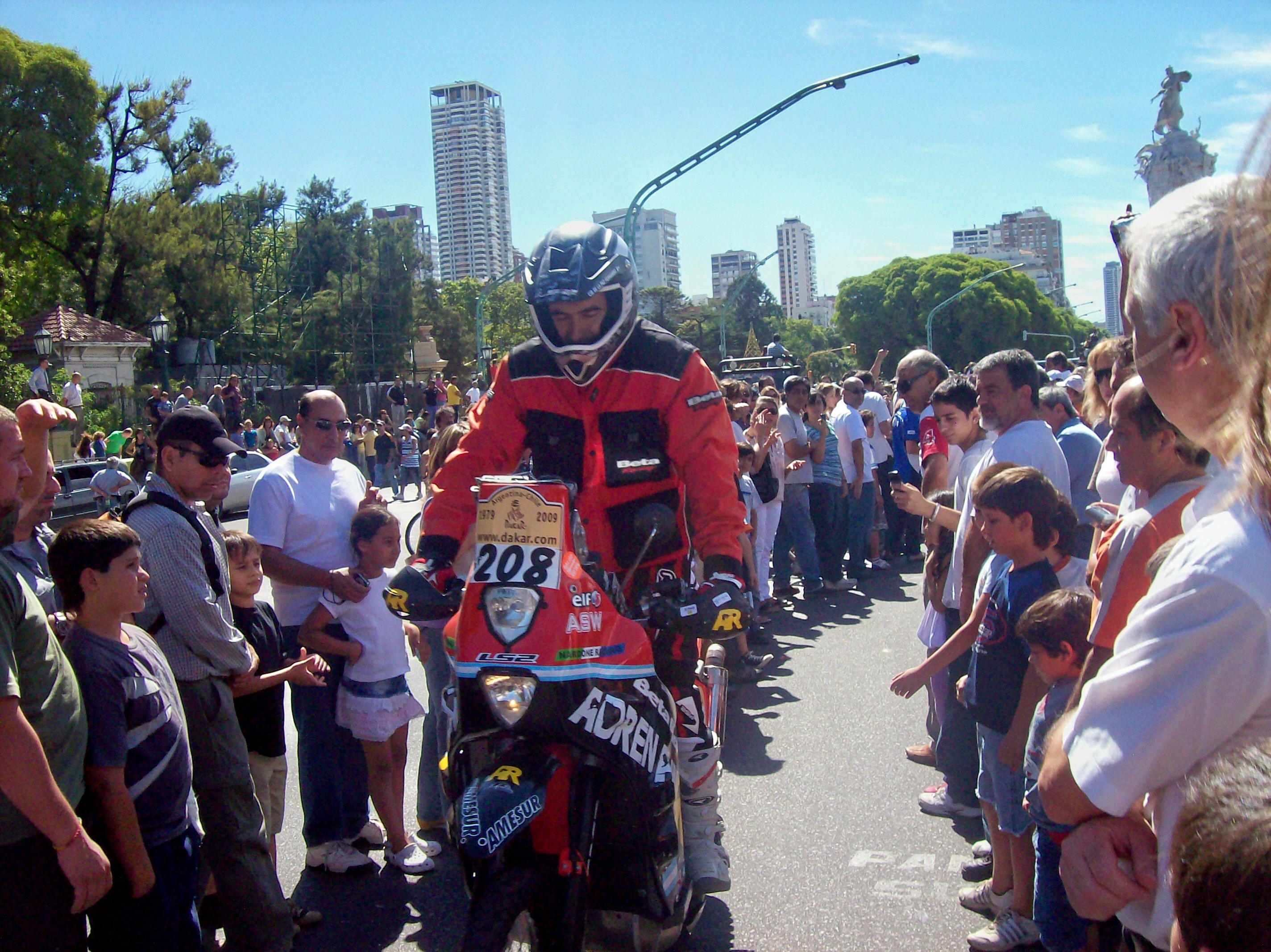
Fernando Cid de La Paz odpadł podczas 4 etapu

| Miejsce                          | Klasyfikacja etapu | Marka | Czas    |  | Miejsce | Klasyfikacja generalna | Marka | Czas    |
| -------------------------------- | ------------------ | ----- | ------- |  | ------- | ---------------------- | ----- | ------- |
| 1                                | Marc Coma          | KTM   | 2:46:17 |  | 1       | Marc Coma              | KTM   | 2:46:17 |
| 2                                | Jacek Czachor      | KTM   | +22:05  |  | 2       | Jacek Czachor          | KTM   | +22:05  |
| 3                                | Miran Stanovnik    | KTM   | +24:42  |  | 3       | Miran Stanovnik        | KTM   | +24:42  |
|                                  |                    |       |         |  |         |                        |       |         |
| 18                               | Jakub Przygoński   | KTM   | +38:50  |  | 18      | Jakub Przygoński       | KTM   | +38:50  |
| 24                               | Marek Dąbrowski    | KTM   | +45:48  |  | 24      | Marek Dąbrowski        | KTM   | +45:48  |
| 35                               | Krzysztof Jarmuż   | Honda | +51:26  |  | 35      | Krzysztof Jarmuż       | Honda | +51:26  |
| Etap ukończyło 212 motocyklistów |                    |       |         |  |         |                        |       |         |

| Miejsce                          | Klasyfikacja etapu | Marka  | Czas    |  | Miejsce | Klasyfikacja generalna | Marka  | Czas     |
| -------------------------------- | ------------------ | ------ | ------- |  | ------- | ---------------------- | ------ | -------- |
| 1                                | Frans Verhoeven    | KTM    | 2:14:48 |  | 1       | Marc Coma              | KTM    | 5:13:32  |
| 2                                | Cyril Despres      | KTM    | +0:41   |  | 2       | Frans Verhoeven        | KTM    | +13:47   |
| 3                                | David Fretigne     | Yamaha | +1:04   |  | 3       | David Fretigne         | Yamaha | +16:51   |
|                                  |                    |        |         |  |         |                        |        |          |
| 11                               | Jakub Przygoński   | KTM    | +7:45   |  | 4       | Jacek Czachor          | KTM    | +17:41   |
| 12                               | Jacek Czachor      | KTM    | +8:03   |  | 16      | Jakub Przygoński       | KTM    | +34:08   |
| 44                               | Marek Dąbrowski    | KTM    | +32:49  |  | 28      | Marek Dąbrowski        | KTM    | +1:06:10 |
| 49                               | Krzysztof Jarmuż   | Honda  | +36:13  |  | 39      | Krzysztof Jarmuż       | Honda  | +1:15:12 |
| Etap ukończyło 192 motocyklistów |                    |        |         |  |         |                        |        |          |

| Miejsce                          | Klasyfikacja etapu      | Marka | Czas     |  | Miejsce | Klasyfikacja generalna  | Marka  | Czas     |
| -------------------------------- | ----------------------- | ----- | -------- |  | ------- | ----------------------- | ------ | -------- |
| 1                                | Marc Coma               | KTM   | 5:18:17  |  | 1       | Marc Coma               | KTM    | 10:31:49 |
| 2                                | Pål Anders Ullevålseter | KTM   | +17:49   |  | 2       | David Fretigne          | Yamaha | +39:11   |
| 3                                | Jordi Viladoms          | KTM   | +17:49   |  | 3       | Pål Anders Ullevålseter | KTM    | +42:25   |
|                                  |                         |       |          |  |         |                         |        |          |
| 11                               | Jacek Czachor           | KTM   | +25:40   |  | 4       | Jacek Czachor           | KTM    | +43:21   |
| 21                               | Jakub Przygoński        | KTM   | +33:10   |  | 14      | Jakub Przygoński        | KTM    | +1:07:18 |
| 60                               | Krzysztof Jarmuż        | Honda | +1:15:16 |  | 43      | Krzysztof Jarmuż        | Honda  | +2:30:28 |
| 90                               | Marek Dąbrowski         | KTM   | +1:40:05 |  | 52      | Marek Dąbrowski         | KTM    | +2:46:15 |
| Etap ukończyło 180 motocyklistów |                         |       |          |  |         |                         |        |          |

| Miejsce                          | Klasyfikacja etapu | Marka | Czas     |  | Miejsce | Klasyfikacja generalna | Marka  | Czas     |
| -------------------------------- | ------------------ | ----- | -------- |  | ------- | ---------------------- | ------ | -------- |
| 1                                | Marc Coma          | KTM   | 4:09:32  |  | 1       | Marc Coma              | KTM    | 14:41:21 |
| 2                                | Cyril Despres      | KTM   | +1:17    |  | 2       | Jonah Street           | KTM    | +42:57   |
| 3                                | Jonah Street       | KTM   | +1:21    |  | 3       | David Fretigne         | Yamaha | +43:42   |
|                                  |                    |       |          |  |         |                        |        |          |
| 18                               | Jacek Czachor      | KTM   | +31:30   |  | 7       | Jacek Czachor          | KTM    | +1:14:51 |
| 19                               | Jakub Przygoński   | KTM   | +35:19   |  | 17      | Jakub Przygoński       | KTM    | +1:42:37 |
| 57                               | Krzysztof Jarmuż   | Honda | +1:09:54 |  | 40      | Krzysztof Jarmuż       | Honda  | +3:40:22 |
| 89                               | Marek Dąbrowski    | KTM   | +1:36:18 |  | 55      | Marek Dąbrowski        | KTM    | +4:22:33 |
| Etap ukończyło 166 motocyklistów |                    |       |          |  |         |                        |        |          |

| Miejsce                          | Klasyfikacja etapu | Marka | Czas     |  | Miejsce | Klasyfikacja generalna | Marka  | Czas     |
| -------------------------------- | ------------------ | ----- | -------- |  | ------- | ---------------------- | ------ | -------- |
| 1                                | Jonah Street       | KTM   | 6:41:06  |  | 1       | Marc Coma              | KTM    | 21:38:12 |
| 2                                | Frans Verhoeven    | KTM   | +5:53    |  | 2       | Jonah Street           | KTM    | +27:12   |
| 3                                | Francisco López    | KTM   | +7:34    |  | 3       | David Fretigne         | Yamaha | +39:09   |
|                                  |                    |       |          |  |         |                        |        |          |
| 13                               | Jakub Przygoński   | KTM   | +37:31   |  | 14      | Jakub Przygoński       | KTM    | +2:04:23 |
| 23                               | Jacek Czachor      | KTM   | +1:14:31 |  | 15      | Jacek Czachor          | KTM    | +2:13:37 |
| 35                               | Krzysztof Jarmuż   | Honda | +1:40:32 |  | 36      | Krzysztof Jarmuż       | Honda  | +5:05:29 |
| 118                              | Marek Dąbrowski    | KTM   | +5:08:56 |  | 83      | Marek Dąbrowski        | KTM    | +9:15:44 |
| Etap ukończyło 158 motocyklistów |                    |       |          |  |         |                        |        |          |

| Miejsce                          | Klasyfikacja etapu | Marka | Czas    |  | Miejsce | Klasyfikacja generalna | Marka  | Czas     |
| -------------------------------- | ------------------ | ----- | ------- |  | ------- | ---------------------- | ------ | -------- |
| 1                                | Cyril Despres      | KTM   | 2:03:20 |  | 1       | Marc Coma              | KTM    | 23:43:41 |
| 2                                | Marc Coma          | KTM   | +2:09   |  | 2       | Jonah Street           | KTM    | +40:29   |
| 3                                | Jordi Viladoms     | KTM   | +5:15   |  | 3       | David Fretigne         | Yamaha | +47:30   |
|                                  |                    |       |         |  |         |                        |        |          |
| 13                               | Jakub Przygoński   | KTM   | +17:46  |  | 14      | Jakub Przygoński       | KTM    | +2:20:00 |
| 27                               | Jacek Czachor      | KTM   | +33:41  |  | 15      | Jacek Czachor          | KTM    | +2:45:09 |
| 45                               | Krzysztof Jarmuż   | Honda | +48:09  |  | 37      | Krzysztof Jarmuż       | Honda  | +5:51:09 |
| Etap ukończyło 137 motocyklistów |                    |       |         |  |         |                        |        |          |

Marek Dąbrowski nie wystartował do 6. etapu
| Miejsce                          | Klasyfikacja etapu | Marka | Czas    |  | Miejsce | Klasyfikacja generalna | Marka  | Czas     |
| -------------------------------- | ------------------ | ----- | ------- |  | ------- | ---------------------- | ------ | -------- |
| 1                                | Francisco López    | KTM   | 2:36:09 |  | 1       | Marc Coma              | KTM    | 26:23:47 |
| 2                                | Marc Coma          | KTM   | +3:57   |  | 2       | David Fretigne         | Yamaha | +52:31   |
| 3                                | Cyril Despres      | KTM   | +5:21   |  | 3       | Jonah Street           | KTM    | +1:06:22 |
|                                  |                    |       |         |  |         |                        |        |          |
| 13                               | Jakub Przygoński   | KTM   | +25:47  |  | 14      | Jakub Przygoński       | KTM    | +2:41:50 |
| 27                               | Jacek Czachor      | KTM   | +41:57  |  | 17      | Jacek Czachor          | KTM    | +3:23:09 |
| 35                               | Krzysztof Jarmuż   | Honda | +49:58  |  | 35      | Krzysztof Jarmuż       | Honda  | +6:40:10 |
| Etap ukończyło 141 motocyklistów |                    |       |         |  |         |                        |        |          |

| Miejsce                          | Klasyfikacja etapu | Marka | Czas    |  | Miejsce | Klasyfikacja generalna | Marka  | Czas     |
| -------------------------------- | ------------------ | ----- | ------- |  | ------- | ---------------------- | ------ | -------- |
| 1                                | Cyril Despres      | KTM   | 4:07:39 |  | 1       | Marc Coma              | KTM    | 30:33:15 |
| 2                                | Marc Coma          | KTM   | +1:49   |  | 2       | David Fretigne         | Yamaha | +1:06:28 |
| 3                                | Francisco López    | KTM   | +2:56   |  | 3       | Cyril Despres          | KTM    | +1:33:34 |
|                                  |                    |       |         |  |         |                        |        |          |
| 22                               | Jacek Czachor      | KTM   | +31:26  |  | 14      | Jakub Przygoński       | KTM    | +3:24:59 |
| 36                               | Krzysztof Jarmuż   | Honda | +40:15  |  | 16      | Jacek Czachor          | KTM    | +3:52:46 |
| 41                               | Jakub Przygoński   | KTM   | +44:58  |  | 33      | Krzysztof Jarmuż       | Honda  | +7:18:36 |
| Etap ukończyło 137 motocyklistów |                    |       |         |  |         |                        |        |          |

| Miejsce                          | Klasyfikacja etapu | Marka  | Czas     |  | Miejsce | Klasyfikacja generalna | Marka  | Czas     |
| -------------------------------- | ------------------ | ------ | -------- |  | ------- | ---------------------- | ------ | -------- |
| 1                                | Frans Verhoeven    | KTM    | 6:26:33  |  | 1       | Marc Coma              | KTM    | 37:04:47 |
| 2                                | David Fretigne     | Yamaha | +3:09    |  | 2       | David Fretigne         | Yamaha | +1:04:38 |
| 3                                | Marc Coma          | KTM    | +4:59    |  | 3       | Cyril Despres          | KTM    | +1:34:38 |
|                                  |                    |        |          |  |         |                        |        |          |
| 14                               | Jakub Przygoński   | KTM    | +33:31   |  | 13      | Jakub Przygoński       | KTM    | +3:53:31 |
| 23                               | Jacek Czachor      | KTM    | +57:23   |  | 15      | Jacek Czachor          | KTM    | +4:45:10 |
| 29                               | Krzysztof Jarmuż   | Honda  | +1:12:00 |  | 30      | Krzysztof Jarmuż       | Honda  | +8:25:37 |
| Etap ukończyło 128 motocyklistów |                    |        |          |  |         |                        |        |          |

| Miejsce                          | Klasyfikacja etapu      | Marka | Czas     |  | Miejsce | Klasyfikacja generalna | Marka  | Czas     |
| -------------------------------- | ----------------------- | ----- | -------- |  | ------- | ---------------------- | ------ | -------- |
| 1                                | Jordi Viladoms          | KTM   | 6:35:26  |  | 1       | Marc Coma              | KTM    | 43:52:30 |
| 2                                | Alain Duclos            | KTM   | +1:06    |  | 2       | David Fretigne         | Yamaha | +1:24:50 |
| 3                                | Pål Anders Ullevålseter | KTM   | +2:07    |  | 3       | Cyril Despres          | KTM    | +1:31:11 |
|                                  |                         |       |          |  |         |                        |        |          |
| 11                               | Jakub Przygoński        | KTM   | +26:36   |  | 12      | Jakub Przygoński       | KTM    | +4:07:50 |
| 29                               | Krzysztof Jarmuż        | Honda | +1:22:49 |  | 21      | Jacek Czachor          | KTM    | +9:10:35 |
| 65                               | Jacek Czachor           | KTM   | +4:37:42 |  | 23      | Krzysztof Jarmuż       | Honda  | +9:36:09 |
| Etap ukończyło 118 motocyklistów |                         |       |          |  |         |                        |        |          |

Jacek Czachor otrzymał karę +4:00:00 za ominięcie jednego z punktów kontrolnych.
| Etap 11 został odwołany |
| ----------------------- |

| Miejsce                          | Klasyfikacja etapu  | Marka | Czas     |  | Miejsce | Klasyfikacja generalna | Marka  | Czas      |
| -------------------------------- | ------------------- | ----- | -------- |  | ------- | ---------------------- | ------ | --------- |
| 1                                | Cyril Despres       | KTM   | 3:57:37  |  | 1       | Marc Coma              | KTM    | 47:51:30  |
| 2                                | Marc Coma           | KTM   | +1:23    |  | 2       | Cyril Despres          | KTM    | +1:29:48  |
| 3                                | Gerard Farres Guell | KTM   | +9:47    |  | 3       | David Fretigne         | Yamaha | +1:33:55  |
|                                  |                     |       |          |  |         |                        |        |           |
| 9                                | Jakub Przygoński    | KTM   | +15:15   |  | 11      | Jakub Przygoński       | KTM    | +4:21:42  |
| 29                               | Krzysztof Jarmuż    | Honda | +1:02:33 |  | 20      | Jacek Czachor          | KTM    | +10:29:12 |
| 31                               | Jacek Czachor       | KTM   | +1:20:00 |  | 21      | Krzysztof Jarmuż       | Honda  | +10:37:19 |
| Etap ukończyło 118 motocyklistów |                     |       |          |  |         |                        |        |           |

| Miejsce                          | Klasyfikacja etapu | Marka  | Czas    |  | Miejsce | Klasyfikacja generalna | Marka  | Czas      |
| -------------------------------- | ------------------ | ------ | ------- |  | ------- | ---------------------- | ------ | --------- |
| 1                                | Cyril Despres      | KTM    | 2:33:35 |  | 1       | Marc Coma              | KTM    | 50:26:50  |
| 2                                | Marc Coma          | KTM    | +1:45   |  | 2       | Cyril Despres          | KTM    | +1:28:03  |
| 3                                | David Fretigne     | Yamaha | +2:37   |  | 3       | David Fretigne         | Yamaha | +1:34:47  |
|                                  |                    |        |         |  |         |                        |        |           |
| 18                               | Jakub Przygoński   | KTM    | +14:29  |  | 11      | Jakub Przygoński       | KTM    | +4:34:26  |
| 29                               | Jacek Czachor      | KTM    | +19:29  |  | 21      | Jacek Czachor          | KTM    | +10:46:56 |
| 41                               | Krzysztof Jarmuż   | Honda  | +26:33  |  | 23      | Krzysztof Jarmuż       | Honda  | +11:02:07 |
| Etap ukończyło 116 motocyklistów |                    |        |         |  |         |                        |        |           |

| Miejsce                          | Klasyfikacja etapu      | Marka | Czas    |  | Miejsce | Klasyfikacja generalna | Marka  | Czas      |
| -------------------------------- | ----------------------- | ----- | ------- |  | ------- | ---------------------- | ------ | --------- |
| 1                                | Hélder Rodrigues        | KTM   | 1:42:37 |  | 1       | Marc Coma              | KTM    | 52:14:33  |
| 2                                | Pål Anders Ullevålseter | KTM   | +2:07   |  | 2       | Cyril Despres          | KTM    | +1:25:38  |
| 3                                | Cyril Despres           | KTM   | +2:41   |  | 3       | David Fretigne         | Yamaha | +1:38:56  |
|                                  |                         |       |         |  |         |                        |        |           |
| 13                               | Jakub Przygoński        | KTM   | +9:11   |  | 11      | Jakub Przygoński       | KTM    | +4:38:31  |
| 23                               | Jacek Czachor           | KTM   | +18:58  |  | 20      | Jacek Czachor          | KTM    | +11:00:48 |
| 40                               | Krzysztof Jarmuż        | Honda | +28:04  |  | 22      | Krzysztof Jarmuż       | Honda  | +11:25:05 |
| Etap ukończyło 113 motocyklistów |                         |       |         |  |         |                        |        |           |

### Quady
| Miejsce                  | Klasyfikacja etapu  | Marka  | Czas    |  | Miejsce | Klasyfikacja generalna | Marka  | Czas    |
| ------------------------ | ------------------- | ------ | ------- |  | ------- | ---------------------- | ------ | ------- |
| 1                        | Christophe Declerck | Yamaha | 4:00:16 |  | 1       | Christophe Declerck    | Yamaha | 4:00:16 |
| 2                        | Josef Macháček      | Yamaha | +12:56  |  | 2       | Josef Macháček         | Yamaha | +12:56  |
| 3                        | Luis Henderson      | Suzuki | +15:50  |  | 3       | Luis Henderson         | Suzuki | +15:50  |
|                          |                     |        |         |  |         |                        |        |         |
| 4                        | Rafał Sonik         | Yamaha | +21:14  |  | 4       | Rafał Sonik            | Yamaha | +21:14  |
| Etap ukończyło 25 quadów |                     |        |         |  |         |                        |        |         |

| Miejsce                 | Klasyfikacja etapu  | Marka   | Czas    |  | Miejsce | Klasyfikacja generalna | Marka   | Czas    |
| ----------------------- | ------------------- | ------- | ------- |  | ------- | ---------------------- | ------- | ------- |
| 1                       | Christophe Declerck | Yamaha  | 2:55:58 |  | 1       | Christophe Declerck    | Yamaha  | 6:56:14 |
| 2                       | Hubert Deltrieu     | Polaris | +2:40   |  | 2       | Rafał Sonik            | Yamaha  | +24:37  |
| 3                       | Rafał Sonik         | Yamaha  | +3:23   |  | 3       | Hubert Deltrieu        | Polaris | +30:35  |
| Etap ukończyły 24 quady |                     |         |         |  |         |                        |         |         |

| Miejsce                 | Klasyfikacja etapu   | Marka  | Czas    |  | Miejsce | Klasyfikacja generalna | Marka  | Czas     |
| ----------------------- | -------------------- | ------ | ------- |  | ------- | ---------------------- | ------ | -------- |
| 1                       | Josef Macháček       | Yamaha | 6:41:59 |  | 1       | Christophe Declerck    | Yamaha | 13:40:00 |
| 2                       | Christophe Declerck  | Yamaha | +1:47   |  | 2       | Josef Macháček         | Yamaha | +36:47   |
| 3                       | Joan Manuel González | Yamaha | +12:55  |  | 3       | Joan Manuel González   | Yamaha | +47:45   |
|                         |                      |        |         |  |         |                        |        |          |
| 4                       | Rafał Sonik          | Yamaha | +26:40  |  | 4       | Rafał Sonik            | Yamaha | +49:30   |
| Etap ukończyły 23 quady |                      |        |         |  |         |                        |        |          |

| Miejsce                 | Klasyfikacja etapu   | Marka   | Czas    |  | Miejsce | Klasyfikacja generalna | Marka  | Czas     |
| ----------------------- | -------------------- | ------- | ------- |  | ------- | ---------------------- | ------ | -------- |
| 1                       | Joan Manuel González | Yamaha  | 5:18:33 |  | 1       | Christophe Declerck    | Yamaha | 19:14:51 |
| 2                       | Christophe Declerck  | Yamaha  | +16:18  |  | 2       | Joan Manuel González   | Yamaha | +31:27   |
| 3                       | Eric Carlini         | Polaris | +18:59  |  | 3       | Josef Macháček         | Yamaha | +49:34   |
|                         |                      |         |         |  |         |                        |        |          |
| 9                       | Rafał Sonik          | Yamaha  | +59:38  |  | 4       | Rafał Sonik            | Yamaha | +1:32:50 |
| Etap ukończyły 23 quady |                      |         |         |  |         |                        |        |          |

| Miejsce                  | Klasyfikacja etapu   | Marka  | Czas     |  | Miejsce | Klasyfikacja generalna | Marka  | Czas     |
| ------------------------ | -------------------- | ------ | -------- |  | ------- | ---------------------- | ------ | -------- |
| 1                        | Joan Manuel González | Yamaha | 8:52:38  |  | 1       | Joan Manuel González   | Yamaha | 28:38:56 |
| 2                        | Josef Macháček       | Yamaha | +24:06   |  | 2       | Josef Macháček         | Yamaha | +42:13   |
| 3                        | Marcos Patronelli    | CAN-AM | +1:11:38 |  | 3       | Christophe Declerck    | Yamaha | +58:37   |
|                          |                      |        |          |  |         |                        |        |          |
| 6                        | Rafał Sonik          | Yamaha | +1:52:24 |  | 4       | Rafał Sonik            | Yamaha | +2:53:47 |
| Etap ukończyło 19 quadów |                      |        |          |  |         |                        |        |          |

| Miejsce                  | Klasyfikacja etapu   | Marka   | Czas    |  | Miejsce | Klasyfikacja generalna | Marka  | Czas     |
| ------------------------ | -------------------- | ------- | ------- |  | ------- | ---------------------- | ------ | -------- |
| 1                        | Josef Macháček       | Yamaha  | 2:49:47 |  | 1       | Joan Manuel González   | Yamaha | 31:38:47 |
| 2                        | Joan Manuel González | Yamaha  | +10:04  |  | 2       | Josef Macháček         | Yamaha | +32:09   |
| 3                        | Hubert Deltrieu      | Polaris | +15:14  |  | 3       | Christophe Declerck    | Yamaha | +1:20:25 |
|                          |                      |         |         |  |         |                        |        |          |
| 8                        | Rafał Sonik          | Yamaha  | +35:59  |  | 4       | Rafał Sonik            | Yamaha | +3:19:42 |
| Etap ukończyło 18 quadów |                      |         |         |  |         |                        |        |          |

| Miejsce                  | Klasyfikacja etapu | Marka  | Czas    |  | Miejsce | Klasyfikacja generalna | Marka  | Czas     |
| ------------------------ | ------------------ | ------ | ------- |  | ------- | ---------------------- | ------ | -------- |
| 1                        | Marcos Patronelli  | CAN-AM | 3:41:37 |  | 1       | Josef Macháček         | Yamaha | 36:22:01 |
| 2                        | Luis Henderson     | Suzuki | +14:01  |  | 2       | Marcos Patronelli      | CAN-AM | +2:27:32 |
| 3                        | Rafał Sonik        | Yamaha | +20:22  |  | 3       | Rafał Sonik            | Yamaha | +2:38:27 |
| Etap ukończyło 15 quadów |                    |        |         |  |         |                        |        |          |

| Miejsce                  | Klasyfikacja etapu | Marka   | Czas    |  | Miejsce | Klasyfikacja generalna | Marka  | Czas     |
| ------------------------ | ------------------ | ------- | ------- |  | ------- | ---------------------- | ------ | -------- |
| 1                        | Josef Macháček     | Yamaha  | 4:49:24 |  | 1       | Josef Macháček         | Yamaha | 41:11:25 |
| 2                        | Marcos Patronelli  | CAN-AM  | +2:51   |  | 2       | Marcos Patronelli      | CAN-AM | +2:30:23 |
| 3                        | Hubert Deltrieu    | Polaris | +7:00   |  | 3       | Rafał Sonik            | Yamaha | +2:55:30 |
|                          |                    |         |         |  |         |                        |        |          |
| 5                        | Rafał Sonik        | Yamaha  | +17:03  |  |         |                        |        |          |
| Etap ukończyło 14 quadów |                    |         |         |  |         |                        |        |          |

| Miejsce                  | Klasyfikacja etapu | Marka   | Czas    |  | Miejsce | Klasyfikacja generalna | Marka  | Czas     |
| ------------------------ | ------------------ | ------- | ------- |  | ------- | ---------------------- | ------ | -------- |
| 1                        | Josef Macháček     | Yamaha  | 8:20:54 |  | 1       | Josef Macháček         | Yamaha | 49:32:19 |
| 2                        | Marcos Patronelli  | CAN-AM  | +0:39   |  | 2       | Marcos Patronelli      | CAN-AM | +2:31:02 |
| 3                        | Hubert Deltrieu    | Polaris | +17:26  |  | 3       | Rafał Sonik            | Yamaha | +3:29:21 |
|                          |                    |         |         |  |         |                        |        |          |
| 6                        | Rafał Sonik        | Yamaha  | +33:51  |  |         |                        |        |          |
| Etap ukończyło 14 quadów |                    |         |         |  |         |                        |        |          |

| Miejsce                  | Klasyfikacja etapu | Marka   | Czas     |  | Miejsce | Klasyfikacja generalna | Marka  | Czas     |
| ------------------------ | ------------------ | ------- | -------- |  | ------- | ---------------------- | ------ | -------- |
| 1                        | Marcos Patronelli  | CAN-AM  | 8:20:30  |  | 1       | Josef Macháček         | Yamaha | 57:53:17 |
| 2                        | Josef Macháček     | Yamaha  | +0:28    |  | 2       | Marcos Patronelli      | CAN-AM | +2:30:34 |
| 3                        | Hubert Deltrieu    | Polaris | +52:38   |  | 3       | Rafał Sonik            | Yamaha | +5:14:46 |
|                          |                    |         |          |  |         |                        |        |          |
| 4                        | Rafał Sonik        | Yamaha  | +1:45:53 |  |         |                        |        |          |
| Etap ukończyło 14 quadów |                    |         |          |  |         |                        |        |          |

| Etap 11 został odwołany |
| ----------------------- |

| Miejsce                  | Klasyfikacja etapu | Marka   | Czas     |  | Miejsce | Klasyfikacja generalna | Marka  | Czas     |
| ------------------------ | ------------------ | ------- | -------- |  | ------- | ---------------------- | ------ | -------- |
| 1                        | Marcos Patronelli  | CAN-AM  | 4:42:58  |  | 1       | Josef Macháček         | Yamaha | 63:12:11 |
| 2                        | Josef Macháček     | Yamaha  | +35:56   |  | 2       | Marcos Patronelli      | CAN-AM | +1:54:38 |
| 3                        | Hubert Deltrieu    | Polaris | +36:02   |  | 3       | Rafał Sonik            | Yamaha | +7:06:17 |
|                          |                    |         |          |  |         |                        |        |          |
| 9                        | Rafał Sonik        | Yamaha  | +2:27:27 |  |         |                        |        |          |
| Etap ukończyło 14 quadów |                    |         |          |  |         |                        |        |          |

| Miejsce                  | Klasyfikacja etapu | Marka   | Czas    |  | Miejsce | Klasyfikacja generalna | Marka  | Czas     |
| ------------------------ | ------------------ | ------- | ------- |  | ------- | ---------------------- | ------ | -------- |
| 1                        | Carlos Avendaño    | Suzuki  | 2:53:12 |  | 1       | Josef Macháček         | Yamaha | 66:07:35 |
| 2                        | Josef Macháček     | Yamaha  | +2:12   |  | 2       | Marcos Patronelli      | CAN-AM | +2:20:20 |
| 3                        | Hubert Deltrieu    | Polaris | +2:49   |  | 3       | Rafał Sonik            | Yamaha | +7:20:15 |
|                          |                    |         |         |  |         |                        |        |          |
| 7                        | Rafał Sonik        | Yamaha  | +16:10  |  |         |                        |        |          |
| Etap ukończyło 13 quadów |                    |         |         |  |         |                        |        |          |

| Miejsce                  | Klasyfikacja etapu | Marka   | Czas    |  | Miejsce | Klasyfikacja generalna | Marka  | Czas     |
| ------------------------ | ------------------ | ------- | ------- |  | ------- | ---------------------- | ------ | -------- |
| 1                        | José María Peña    | Yamaha  | 2:14:23 |  | 1       | Josef Macháček         | Yamaha | 68:22:06 |
| 2                        | Josef Macháček     | Yamaha  | +0:08   |  | 2       | Marcos Patronelli      | CAN-AM | +2:34:00 |
| 3                        | Hubert Deltrieu    | Polaris | +1:50   |  | 3       | Rafał Sonik            | Yamaha | +7:42:34 |
|                          |                    |         |         |  |         |                        |        |          |
| 10                       | Rafał Sonik        | Yamaha  | +22:27  |  |         |                        |        |          |
| Etap ukończyło 13 quadów |                    |         |         |  |         |                        |        |          |

### Samochody

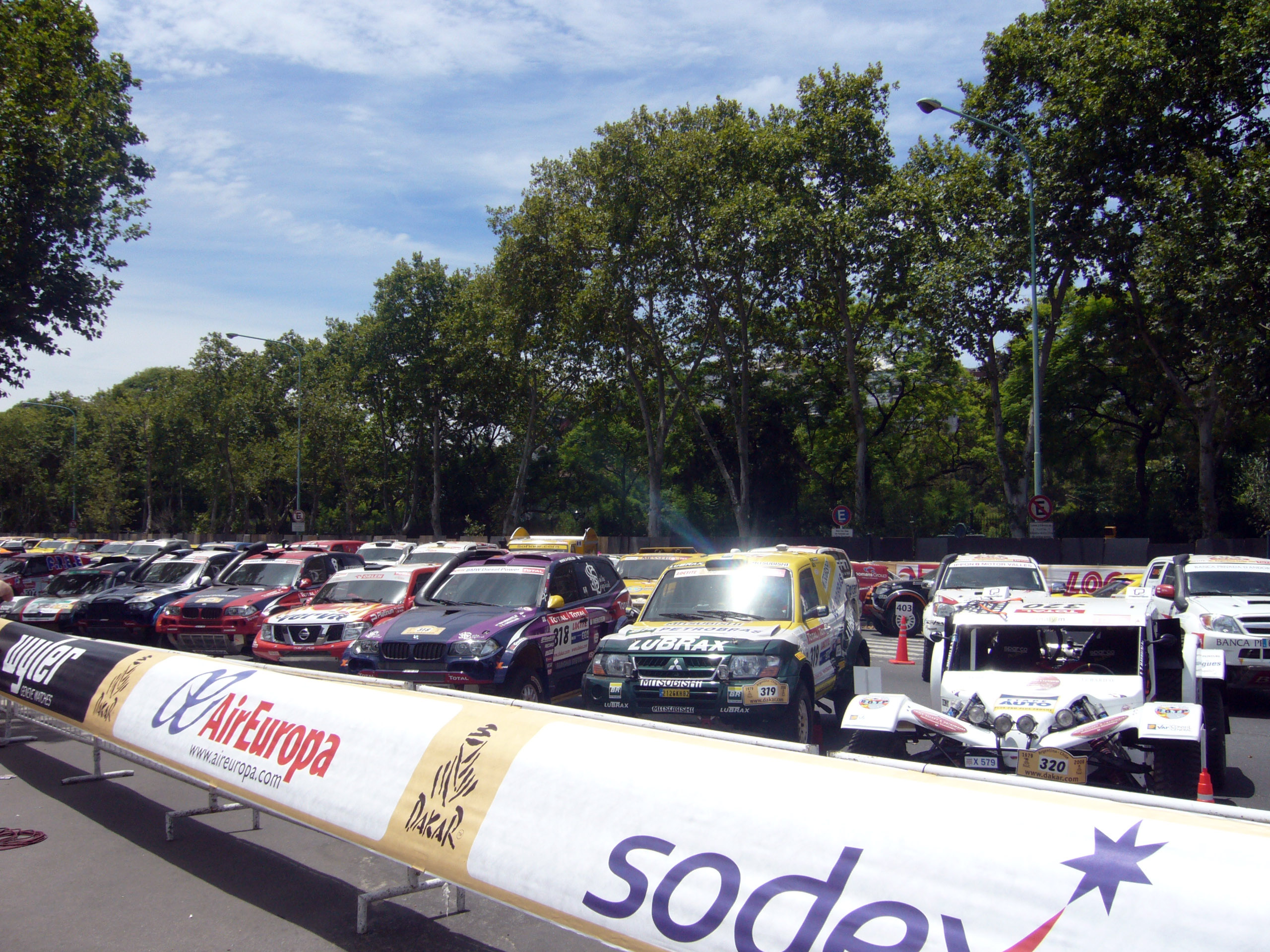
Samochody przed startem

| Miejsce                       | Klasyfikacja etapu      | Marka      | Czas     |  | Miejsce | Klasyfikacja generalna  | Marka      | Czas     |
| ----------------------------- | ----------------------- | ---------- | -------- |  | ------- | ----------------------- | ---------- | -------- |
| 1                             | Nasir al-Atijja         | BMW        | 2:36:15  |  | 1       | Nasir al-Atijja         | BMW        | 2:36:15  |
| 2                             | Carlos Sainz            | Volkswagen | +2:17    |  | 2       | Carlos Sainz            | Volkswagen | +2:17    |
| 3                             | Giniel de Villiers      | Volkswagen | +2:40    |  | 3       | Giniel de Villiers      | Volkswagen | +2:40    |
|                               |                         |            |          |  |         |                         |            |          |
| 9                             | Krzysztof Hołowczyc     | Nissan     | +7:44    |  | 9       | Krzysztof Hołowczyc     | Nissan     | +7:44    |
| 153                           | Aleksander Sachanbiński | Land Rover | +2:11:25 |  | 153     | Aleksander Sachanbiński | Land Rover | +2:11:25 |
| Etap ukończyło 168 samochodów |                         |            |          |  |         |                         |            |          |

| Miejsce                       | Klasyfikacja etapu   | Marka      | Czas    |  | Miejsce | Klasyfikacja generalna | Marka      | Czas    |
| ----------------------------- | -------------------- | ---------- | ------- |  | ------- | ---------------------- | ---------- | ------- |
| 1                             | Carlos Sainz         | Volkswagen | 1:56:14 |  | 1       | Carlos Sainz           | Volkswagen | 4:34:46 |
| 2                             | Stéphane Peterhansel | Mitsubishi | +1:14   |  | 2       | Giniel de Villiers     | Volkswagen | +2:19   |
| 3                             | Giniel de Villiers   | Volkswagen | +1:56   |  | 3       | Stéphane Peterhansel   | Mitsubishi | +3:51   |
|                               |                      |            |         |  |         |                        |            |         |
| 6                             | Krzysztof Hołowczyc  | Nissan     | +5:46   |  | 9       | Krzysztof Hołowczyc    | Nissan     | +11:13  |
| Etap ukończyło 146 samochodów |                      |            |         |  |         |                        |            |         |

Aleksander Sachanbiński nie został sklasyfikowany na mecie odcinka
| Miejsce                       | Klasyfikacja etapu  | Marka      | Czas    |  | Miejsce | Klasyfikacja generalna | Marka      | Czas    |
| ----------------------------- | ------------------- | ---------- | ------- |  | ------- | ---------------------- | ---------- | ------- |
| 1                             | Nasir al-Atijja     | BMW        | 4:29:27 |  | 1       | Carlos Sainz           | Volkswagen | 9:04:48 |
| 2                             | Carlos Sainz        | Volkswagen | +0:35   |  | 2       | Nasir al-Atijja        | BMW        | +3:40   |
| 3                             | Dieter Depping      | Volkswagen | +1:40   |  | 3       | Giniel de Villiers     | Volkswagen | +5:45   |
|                               |                     |            |         |  |         |                        |            |         |
| 11                            | Krzysztof Hołowczyc | Nissan     | +23:47  |  | 8       | Krzysztof Hołowczyc    | Nissan     | +34:25  |
| Etap ukończyło 126 samochodów |                     |            |         |  |         |                        |            |         |

| Miejsce                      | Klasyfikacja etapu  | Marka      | Czas    |  | Miejsce | Klasyfikacja generalna | Marka      | Czas     |
| ---------------------------- | ------------------- | ---------- | ------- |  | ------- | ---------------------- | ---------- | -------- |
| 1                            | Carlos Sainz        | Volkswagen | 3:42:57 |  | 1       | Carlos Sainz           | Volkswagen | 12:47:45 |
| 2                            | Nasir al-Atijja     | BMW        | +0:06   |  | 2       | Nasir al-Atijja        | BMW        | +3:46    |
| 3                            | Luc Alphand         | Mitsubishi | +2:24   |  | 3       | Giniel de Villiers     | Volkswagen | +11:33   |
|                              |                     |            |         |  |         |                        |            |          |
| 12                           | Krzysztof Hołowczyc | Nissan     | +13:14  |  | 10      | Krzysztof Hołowczyc    | Nissan     | +47:39   |
| Etap ukończyły 143 samochody |                     |            |         |  |         |                        |            |          |

| Miejsce                       | Klasyfikacja etapu  | Marka      | Czas     |  | Miejsce | Klasyfikacja generalna | Marka      | Czas     |
| ----------------------------- | ------------------- | ---------- | -------- |  | ------- | ---------------------- | ---------- | -------- |
| 1                             | Giniel de Villiers  | Volkswagen | 5:47:43  |  | 1       | Nasir al-Atijja        | BMW        | 18:44:37 |
| 2                             | Dieter Depping      | Volkswagen | +2:18    |  | 2       | Giniel de Villiers     | Volkswagen | +2:24    |
| 3                             | Robby Gordon        | Hummer     | +4:12    |  | 3       | Carlos Sainz           | Volkswagen | +6:33    |
|                               |                     |            |          |  |         |                        |            |          |
| 15                            | Krzysztof Hołowczyc | Nissan     | +1:42:17 |  | 13      | Krzysztof Hołowczyc    | Nissan     | +2:20:47 |
| Etap ukończyło 128 samochodów |                     |            |          |  |         |                        |            |          |

| Miejsce                       | Klasyfikacja etapu  | Marka      | Czas    |  | Miejsce | Klasyfikacja generalna | Marka      | Czas     |
| ----------------------------- | ------------------- | ---------- | ------- |  | ------- | ---------------------- | ---------- | -------- |
| 1                             | Giniel de Villiers  | Volkswagen | 2:12:33 |  | 1       | Giniel de Villiers     | Volkswagen | 20:59:34 |
| 2                             | Mark Miller         | Volkswagen | +0:20   |  | 2       | Carlos Sainz           | Volkswagen | +7:39    |
| 3                             | Carlos Sainz        | Volkswagen | +3:30   |  | 3       | Mark Miller            | Volkswagen | +17:51   |
|                               |                     |            |         |  |         |                        |            |          |
| 6                             | Krzysztof Hołowczyc | Nissan     | +14:52  |  | 7       | Krzysztof Hołowczyc    | Nissan     | +2:33:15 |
| Etap ukończyło 125 samochodów |                     |            |         |  |         |                        |            |          |

Prowadzący w rywalizacji kierowców samochodów Katarczyk Nasir al-Atijja został wykluczony z imprezy z powodu opuszczenia przez niego 9 obligatoryjnych punktów kontroli na trasie szóstego etapu
| Miejsce                       | Klasyfikacja etapu  | Marka      | Czas    |  | Miejsce | Klasyfikacja generalna | Marka      | Czas     |
| ----------------------------- | ------------------- | ---------- | ------- |  | ------- | ---------------------- | ---------- | -------- |
| 1                             | Carlos Sainz        | Volkswagen | 2:35:27 |  | 1       | Carlos Sainz           | Volkswagen | 23:42:40 |
| 2                             | Mark Miller         | Volkswagen | +3:41   |  | 2       | Giniel de Villiers     | Volkswagen | +0:09    |
| 3                             | Robby Gordon        | Hummer     | +4:13   |  | 3       | Mark Miller            | Volkswagen | +13:53   |
|                               |                     |            |         |  |         |                        |            |          |
| 8                             | Krzysztof Hołowczyc | Nissan     | +13:56  |  | 6       | Krzysztof Hołowczyc    | Nissan     | +2:39:32 |
| Etap ukończyło 118 samochodów |                     |            |         |  |         |                        |            |          |

| Miejsce                       | Klasyfikacja etapu  | Marka      | Czas    |  | Miejsce | Klasyfikacja generalna | Marka      | Czas     |
| ----------------------------- | ------------------- | ---------- | ------- |  | ------- | ---------------------- | ---------- | -------- |
| 1                             | Carlos Sainz        | Volkswagen | 3:47:19 |  | 1       | Carlos Sainz           | Volkswagen | 27:29:59 |
| 2                             | Dieter Depping      | Volkswagen | +4:02   |  | 2       | Giniel de Villiers     | Volkswagen | +10:57   |
| 3                             | Mark Miller         | Volkswagen | +4:12   |  | 3       | Mark Miller            | Volkswagen | +18:05   |
|                               |                     |            |         |  |         |                        |            |          |
| 7                             | Krzysztof Hołowczyc | Nissan     | +17:33  |  | 6       | Krzysztof Hołowczyc    | Nissan     | +2:57:05 |
| Etap ukończyło 111 samochodów |                     |            |         |  |         |                        |            |          |

| Miejsce                       | Klasyfikacja etapu  | Marka      | Czas    |  | Miejsce | Klasyfikacja generalna | Marka      | Czas     |
| ----------------------------- | ------------------- | ---------- | ------- |  | ------- | ---------------------- | ---------- | -------- |
| 1                             | Carlos Sainz        | Volkswagen | 5:56:08 |  | 1       | Carlos Sainz           | Volkswagen | 33:26:07 |
| 2                             | Mark Miller         | Volkswagen | +1:47   |  | 2       | Mark Miller            | Volkswagen | +19:52   |
| 3                             | Robby Gordon        | Hummer     | +2:16   |  | 3       | Giniel de Villiers     | Volkswagen | +22:58   |
|                               |                     |            |         |  |         |                        |            |          |
| 8                             | Krzysztof Hołowczyc | Nissan     | +26:48  |  | 6       | Krzysztof Hołowczyc    | Nissan     | +3:23:53 |
| Etap ukończyło 109 samochodów |                     |            |         |  |         |                        |            |          |

| Miejsce                     | Klasyfikacja etapu  | Marka      | Czas     |  | Miejsce | Klasyfikacja generalna | Marka      | Czas     |
| --------------------------- | ------------------- | ---------- | -------- |  | ------- | ---------------------- | ---------- | -------- |
| 1                           | Carlos Sainz        | Volkswagen | 5:32:55  |  | 1       | Carlos Sainz           | Volkswagen | 38:59:02 |
| 2                           | Robby Gordon        | Hummer     | +0:21    |  | 2       | Mark Miller            | Volkswagen | +27:31   |
| 3                           | Mark Miller         | Volkswagen | +7:39    |  | 3       | Giniel de Villiers     | Volkswagen | +41:13   |
|                             |                     |            |          |  |         |                        |            |          |
| 25                          | Krzysztof Hołowczyc | Nissan     | +2:28:03 |  | 7       | Krzysztof Hołowczyc    | Nissan     | +5:51:56 |
| Etap ukończyły 93 samochody |                     |            |          |  |         |                        |            |          |

| Etap 11 został odwołany |
| ----------------------- |

| Miejsce                     | Klasyfikacja etapu  | Marka      | Czas     |  | Miejsce | Klasyfikacja generalna | Marka      | Czas     |
| --------------------------- | ------------------- | ---------- | -------- |  | ------- | ---------------------- | ---------- | -------- |
| 1                           | Giniel de Villiers  | Volkswagen | 4:06:43  |  | 1       | Giniel de Villiers     | Volkswagen | 43:46:58 |
| 2                           | Mark Miller         | Volkswagen | +16:17   |  | 2       | Mark Miller            | Volkswagen | +2:35    |
| 3                           | Robby Gordon        | Hummer     | +25:27   |  | 3       | Robby Gordon           | Hummer     | +1:18:52 |
|                             |                     |            |          |  |         |                        |            |          |
| 7                           | Krzysztof Hołowczyc | Nissan     | +1:33:59 |  | 5       | Krzysztof Hołowczyc    | Nissan     | +6:44:42 |
| Etap ukończyły 93 samochody |                     |            |          |  |         |                        |            |          |

Prowadzący w rywalizacji kierowców samochodów Carlos Sainz miał wypadek i musiał wycować się z rajdu.
| Miejsce                      | Klasyfikacja etapu  | Marka      | Czas    |  | Miejsce | Klasyfikacja generalna | Marka      | Czas     |
| ---------------------------- | ------------------- | ---------- | ------- |  | ------- | ---------------------- | ---------- | -------- |
| 1                            | Joan Roma           | Mitsubishi | 2:33:48 |  | 1       | Giniel de Villiers     | Volkswagen | 46:35:14 |
| 2                            | Krzysztof Hołowczyc | Nissan     | +7:18   |  | 2       | Mark Miller            | Volkswagen | +2:20    |
| 3                            | Guerlain Chicherit  | BMW        | +7:27   |  | 3       | Robby Gordon           | Hummer     | +1:27:13 |
|                              |                     |            |         |  |         |                        |            |          |
|                              |                     |            |         |  | 5       | Krzysztof Hołowczyc    | Nissan     | +6:37:32 |
| Etap ukończyło 90 samochodów |                     |            |         |  |         |                        |            |          |

| Miejsce                      | Klasyfikacja etapu  | Marka      | Czas    |  | Miejsce | Klasyfikacja generalna | Marka      | Czas     |
| ---------------------------- | ------------------- | ---------- | ------- |  | ------- | ---------------------- | ---------- | -------- |
| 1                            | Giniel de Villiers  | Volkswagen | 1:35:43 |  | 1       | Giniel de Villiers     | Volkswagen | 48:10:57 |
| 2                            | Leonid Nowicki      | BMW        | +0:02   |  | 2       | Mark Miller            | Volkswagen | +8:59    |
| 3                            | Krzysztof Hołowczyc | Nissan     | +0:17   |  | 3       | Robby Gordon           | Hummer     | +1:46:15 |
|                              |                     |            |         |  |         |                        |            |          |
|                              |                     |            |         |  | 5       | Krzysztof Hołowczyc    | Nissan     | +6:37:49 |
| Etap ukończyło 90 samochodów |                     |            |         |  |         |                        |            |          |

### Ciężarówki

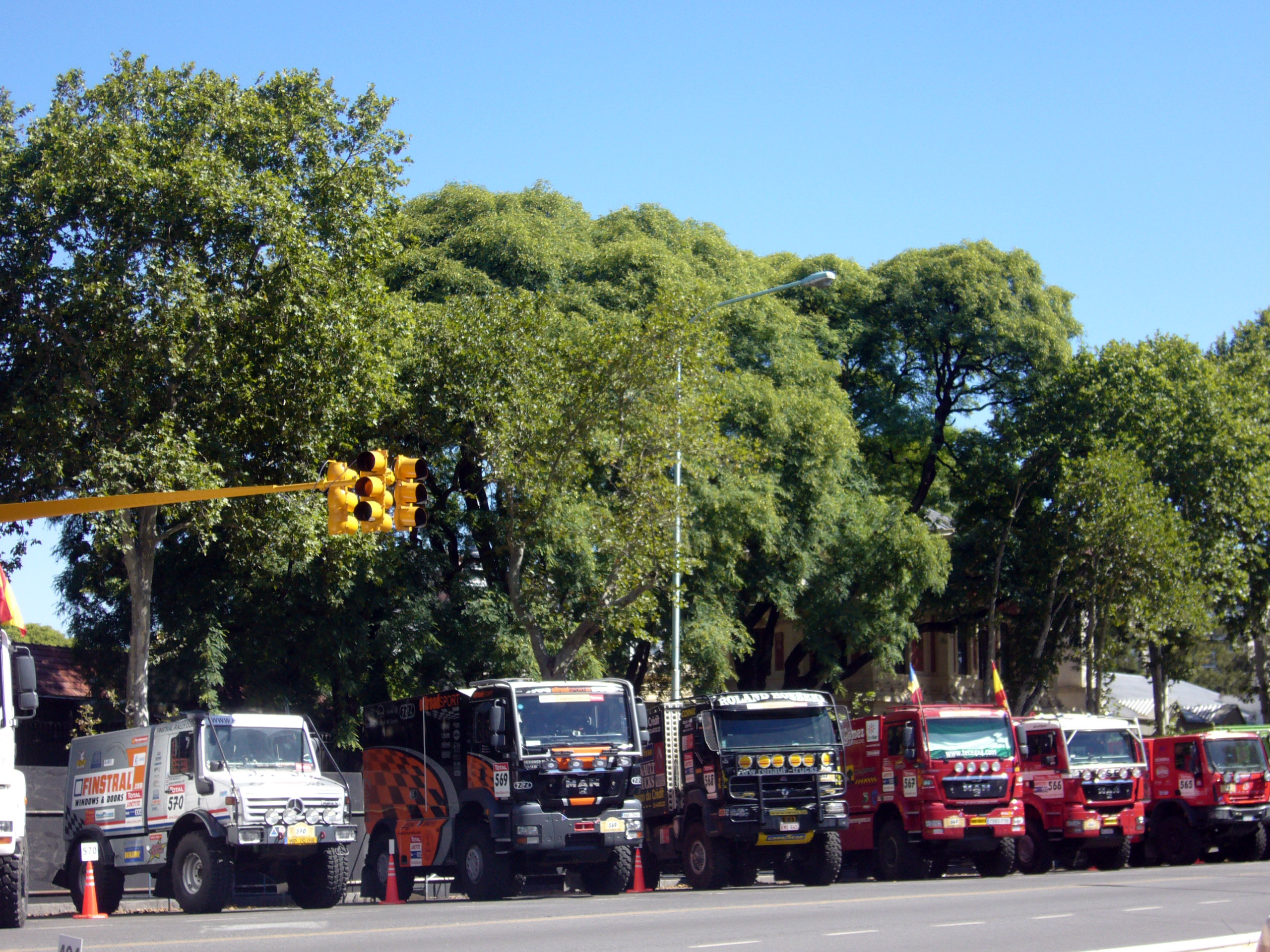
Ciężarówki przed startem

| Miejsce                      | Klasyfikacja etapu | Marka | Czas    |  | Miejsce | Klasyfikacja generalna | Marka | Czas    |
| ---------------------------- | ------------------ | ----- | ------- |  | ------- | ---------------------- | ----- | ------- |
| 1                            | Marcel van Vliet   | GINAF | 3:15:07 |  | 1       | Marcel van Vliet       | GINAF | 3:15:07 |
| 2                            | Gerard de Rooy     | GINAF | +0:02   |  | 2       | Gerard de Rooy         | GINAF | +0:02   |
| 3                            | Ilgizar Mardiejew  | Kamaz | +0:22   |  | 3       | Ilgizar Mardiejew      | Kamaz | +0:22   |
|                              |                    |       |         |  |         |                        |       |         |
| 23                           | Grzegorz Baran     | MAN   | +32:39  |  | 23      | Grzegorz Baran         | MAN   | +32:39  |
| Etap ukończyły 74 ciężarówki |                    |       |         |  |         |                        |       |         |

| Miejsce                      | Klasyfikacja etapu | Marka | Czas     |  | Miejsce | Klasyfikacja generalna | Marka | Czas     |
| ---------------------------- | ------------------ | ----- | -------- |  | ------- | ---------------------- | ----- | -------- |
| 1                            | Gerard de Rooy     | GINAF | 2:21:42  |  | 1       | Gerard de Rooy         | GINAF | 5:36:51  |
| 2                            | Firdaus Kabirow    | Kamaz | +2:00    |  | 2       | Firdaus Kabirow        | Kamaz | +3:58    |
| 3                            | Marcel van Vliet   | GINAF | +8:38    |  | 3       | Marcel van Vliet       | GINAF | +8:36    |
|                              |                    |       |          |  |         |                        |       |          |
| 38                           | Grzegorz Baran     | MAN   | +1:24:00 |  | 31      | Grzegorz Baran         | MAN   | +1:56:37 |
| Etap ukończyły 74 ciężarówki |                    |       |          |  |         |                        |       |          |

| Miejsce                      | Klasyfikacja etapu | Marka | Czas     |  | Miejsce | Klasyfikacja generalna | Marka | Czas     |
| ---------------------------- | ------------------ | ----- | -------- |  | ------- | ---------------------- | ----- | -------- |
| 1                            | Władimir Czagin    | Kamaz | 5:15:59  |  | 1       | Gerard de Rooy         | GINAF | 10:56:14 |
| 2                            | Gerard de Rooy     | GINAF | +3:24    |  | 2       | Firdaus Kabirow        | Kamaz | +7:46    |
| 3                            | Firdaus Kabirow    | Kamaz | +7:12    |  | 3       | Władimir Czagin        | Kamaz | +9:28    |
|                              |                    |       |          |  |         |                        |       |          |
| 32                           | Grzegorz Baran     | MAN   | +1:35:41 |  | 25      | Grzegorz Baran         | MAN   | +3:28:54 |
| Etap ukończyło 61 ciężarówek |                    |       |          |  |         |                        |       |          |

| Miejsce                      | Klasyfikacja etapu | Marka | Czas     |  | Miejsce | Klasyfikacja generalna | Marka | Czas     |
| ---------------------------- | ------------------ | ----- | -------- |  | ------- | ---------------------- | ----- | -------- |
| 1                            | Gerard de Rooy     | GINAF | 4:20:27  |  | 1       | Gerard de Rooy         | GINAF | 15:16:41 |
| 2                            | Władimir Czagin    | Kamaz | +0:46    |  | 2       | Władimir Czagin        | Kamaz | +10:14   |
| 3                            | Firdaus Kabirow    | Kamaz | +4:55    |  | 3       | Firdaus Kabirow        | Kamaz | +12:41   |
|                              |                    |       |          |  |         |                        |       |          |
| 33                           | Grzegorz Baran     | MAN   | +1:58:32 |  | 27      | Grzegorz Baran         | MAN   | +5:27:26 |
| Etap ukończyło 67 ciężarówek |                    |       |          |  |         |                        |       |          |

| Miejsce                      | Klasyfikacja etapu | Marka | Czas     |  | Miejsce | Klasyfikacja generalna | Marka | Czas      |
| ---------------------------- | ------------------ | ----- | -------- |  | ------- | ---------------------- | ----- | --------- |
| 1                            | Firdaus Kabirow    | Kamaz | 6:43:56  |  | 1       | Gerard de Rooy         | GINAF | 22:13:05  |
| 2                            | Władimir Czagin    | Kamaz | +12:19   |  | 2       | Firdaus Kabirow        | Kamaz | +0:13     |
| 3                            | Gerard de Rooy     | GINAF | +12:28   |  | 3       | Władimir Czagin        | Kamaz | +10:05    |
|                              |                    |       |          |  |         |                        |       |           |
| 32                           | Grzegorz Baran     | MAN   | +6:20:43 |  | 29      | Grzegorz Baran         | MAN   | +11:35:41 |
| Etap ukończyło 67 ciężarówek |                    |       |          |  |         |                        |       |           |

| Miejsce                      | Klasyfikacja etapu | Marka | Czas    |  | Miejsce | Klasyfikacja generalna | Marka | Czas     |
| ---------------------------- | ------------------ | ----- | ------- |  | ------- | ---------------------- | ----- | -------- |
| 1                            | Władimir Czagin    | Kamaz | 2:31:58 |  | 1       | Firdaus Kabirow        | Kamaz | 24:45:36 |
| 2                            | Firdaus Kabirow    | Kamaz | +0:20   |  | 2       | Władimir Czagin        | Kamaz | +9:32    |
| 3                            | Gerard de Rooy     | GINAF | +25:53  |  | 3       | Gerard de Rooy         | GINAF | +25:20   |
| Etap ukończyło 19 ciężarówek |                    |       |         |  |         |                        |       |          |

Grzegorz Baran nie został sklasyfikowany na mecie etapu, jednak z powodu dużych trudności wielu załóg z dotarciem do jednego z punktów kontrolnych, wszystkie załogi zostały dopuszczone do dalszej rywalizacji.
| Etap 7 został odwołany dla samochodów ciężarowych |
| ------------------------------------------------- |

| Miejsce                      | Klasyfikacja etapu | Marka | Czas     |  | Miejsce | Klasyfikacja generalna | Marka | Czas      |
| ---------------------------- | ------------------ | ----- | -------- |  | ------- | ---------------------- | ----- | --------- |
| 1                            | Gerard de Rooy     | GINAF | 2:47:33  |  | 1       | Firdaus Kabirow        | Kamaz | 27:40:43  |
| 2                            | Władimir Czagin    | Kamaz | +1:42    |  | 2       | Władimir Czagin        | Kamaz | +3:40     |
| 3                            | Aleš Loprais       | Tatra | +2:12    |  | 3       | Gerard de Rooy         | GINAF | +17:46    |
|                              |                    |       |          |  |         |                        |       |           |
| 55                           | Grzegorz Baran     | MAN   | +1:33:30 |  | 23      | Grzegorz Baran         | MAN   | +19:46:58 |
| Etap ukończyło 60 ciężarówek |                    |       |          |  |         |                        |       |           |

| Miejsce                      | Klasyfikacja etapu | Marka | Czas     |  | Miejsce | Klasyfikacja generalna | Marka | Czas      |
| ---------------------------- | ------------------ | ----- | -------- |  | ------- | ---------------------- | ----- | --------- |
| 1                            | Firdaus Kabirow    | Kamaz | 7:02:04  |  | 1       | Firdaus Kabirow        | Kamaz | 34:42:47  |
| 2                            | Władimir Czagin    | Kamaz | +0:30    |  | 2       | Władimir Czagin        | Kamaz | +4:10     |
| 3                            | Gerard de Rooy     | GINAF | +16:59   |  | 3       | Gerard de Rooy         | GINAF | +34:45    |
|                              |                    |       |          |  |         |                        |       |           |
| 36                           | Grzegorz Baran     | MAN   | +6:11:15 |  | 24      | Grzegorz Baran         | MAN   | +25:58:13 |
| Etap ukończyło 61 ciężarówek |                    |       |          |  |         |                        |       |           |

| Miejsce                      | Klasyfikacja etapu | Marka | Czas    |  | Miejsce | Klasyfikacja generalna | Marka | Czas     |
| ---------------------------- | ------------------ | ----- | ------- |  | ------- | ---------------------- | ----- | -------- |
| 1                            | Władimir Czagin    | Kamaz | 5:14:40 |  | 1       | Firdaus Kabirow        | Kamaz | 40:01:23 |
| 2                            | Gerard de Rooy     | GINAF | +1:43   |  | 2       | Władimir Czagin        | Kamaz | +0:14    |
| 3                            | Firdaus Kabirow    | Kamaz | +3:56   |  | 3       | Gerard de Rooy         | GINAF | +32:32   |
| Etap ukończyło 56 ciężarówek |                    |       |         |  |         |                        |       |          |

Grzegorz Baran nie został sklasyfikowany na mecie etapu.
| Etap 11 został odwołany |
| ----------------------- |

| Miejsce                      | Klasyfikacja etapu | Marka | Czas    |  | Miejsce | Klasyfikacja generalna | Marka | Czas     |
| ---------------------------- | ------------------ | ----- | ------- |  | ------- | ---------------------- | ----- | -------- |
| 1                            | Władimir Czagin    | Kamaz | 4:39:49 |  | 1       | Władimir Czagin        | Kamaz | 44:41:26 |
| 2                            | Firdaus Kabirow    | Kamaz | +1:47   |  | 2       | Firdaus Kabirow        | Kamaz | +1:33    |
| 3                            | Gerard de Rooy     | GINAF | +24:40  |  | 3       | Gerard de Rooy         | GINAF | +56:58   |
| Etap ukończyło 55 ciężarówek |                    |       |         |  |         |                        |       |          |

| Miejsce                      | Klasyfikacja etapu | Marka | Czas    |  | Miejsce | Klasyfikacja generalna | Marka | Czas     |
| ---------------------------- | ------------------ | ----- | ------- |  | ------- | ---------------------- | ----- | -------- |
| 1                            | Firdaus Kabirow    | Kamaz | 3:01:51 |  | 1       | Firdaus Kabirow        | Kamaz | 47:44:50 |
| 2                            | Gerard de Rooy     | GINAF | +2:12   |  | 2       | Władimir Czagin        | Kamaz | +3:00    |
| 3                            | Franz Echter       | MAN   | +2:36   |  | 3       | Gerard de Rooy         | GINAF | +57:37   |
| Etap ukończyły 52 ciężarówki |                    |       |         |  |         |                        |       |          |

| Miejsce                      | Klasyfikacja etapu | Marka | Czas    |  | Miejsce | Klasyfikacja generalna | Marka | Czas     |
| ---------------------------- | ------------------ | ----- | ------- |  | ------- | ---------------------- | ----- | -------- |
| 1                            | Firdaus Kabirow    | Kamaz | 1:49:56 |  | 1       | Firdaus Kabirow        | Kamaz | 49:34:46 |
| 2                            | Władimir Czagin    | Kamaz | +0:39   |  | 2       | Władimir Czagin        | Kamaz | +3:39    |
| 3                            | Franz Echter       | MAN   | +1:27   |  | 3       | Gerard de Rooy         | GINAF | +59:56   |
| Etap ukończyły 52 ciężarówki |                    |       |         |  |         |                        |       |          |

## Klasyfikacja końcowa

### Motocykle
| Miejsce                            | Nr  | Kierowca                | Motocykl       | Czas      |
| ---------------------------------- | --- | ----------------------- | -------------- | --------- |
| 1                                  | 002 | Marc Coma               | KTM 690 RALLYE | 52:14:33  |
| 2                                  | 001 | Cyril Despres           | KTM 690 RALLYE | +1:25.38  |
| 3                                  | 012 | David Fretigne          | Yamaha WRF 450 | +1:38.56  |
| 4                                  | 003 | David Casteu            | KTM 690 RALLYE | +2:17.54  |
| 5                                  | 005 | Hélder Rodrigues        | KTM 690 RALLYE | +2:22.11  |
| 6                                  | 004 | Pål Anders Ullevålseter | KTM 690 RALLYE | +2:25.02  |
| 7                                  | 009 | Jordi Viladoms          | KTM 690 RALLYE | +2:28.29  |
| 8                                  | 015 | Frans Verhoeven         | KTM 690 RALLYE | +2:50.39  |
| 9                                  | 011 | Henk Knuiman            | KTM 690 RALLYE | +3:22:41  |
| 10                                 | 023 | Paulo Gonçalves         | Honda CRF 450X | +4:12:42  |
|                                    |     |                         |                |           |
| 11                                 | 082 | Jakub Przygoński        | KTM 690 RALLYE | +4:38:31  |
| 20                                 | 010 | Jacek Czachor           | KTM 690 RALLYE | +11:00:48 |
| 22                                 | 075 | Krzysztof Jarmuż        | Honda CRF 450X | +11:25:05 |
| Rajd ukończyło 113 motocykli z 217 |     |                         |                |           |

### Quady
| Miejsce                       | Nr  | Kierowca          | Quad               | Czas      |
| ----------------------------- | --- | ----------------- | ------------------ | --------- |
| 1                             | 250 | Josef Macháček    | Yamaha 700 Raptor  | 68:22:06  |
| 2                             | 273 | Marcos Patronelli | Can-Am 800         | +2:34:00  |
| 3                             | 262 | Rafał Sonik       | Yamaha 700 Raptor  | +7:42:34  |
| 4                             | 255 | Hubert Deltrieu   | Polaris Outlaw 525 | +11:13:31 |
| 5                             | 272 | Oldřich Bražina   | Yamaha 660 Raptor  | +15:59:51 |
| 6                             | 251 | Carlos Avendaño   | Suzuki LTR 450     | +16:44:15 |
| 7                             | 267 | Eric Carlini      | Polaris Outlaw 525 | +25:10:45 |
| 8                             | 268 | Elisabeth Kraft   | Polaris Outlaw 525 | +26:12:39 |
| 9                             | 276 | Olivier Pottier   | Can-Am DS 650      | +40:20:38 |
| 10                            | 252 | José María Peña   | Yamaha 700 Raptor  | +46:46:05 |
| Rajd ukończyło 13 quadów z 25 |     |                   |                    |           |

### Samochody
| Miejsce                             | Nr  | Kierowca            | Pilot              | Samochód                 | Czas      |
| ----------------------------------- | --- | ------------------- | ------------------ | ------------------------ | --------- |
| 1                                   | 305 | Giniel de Villiers  | Dirk von Zitzewitz | Volkswagen Touareg       | 48:10:57  |
| 2                                   | 308 | Mark Miller         | Ralph Pitchford    | Volkswagen Touareg       | +8:59     |
| 3                                   | 309 | Robby Gordon        | Andy Grider        | Hummer H3                | +1:46:15  |
| 4                                   | 327 | Ivar Tollefsen      | Quin Evans         | Nissan Navara            | +6:04:34  |
| 5                                   | 317 | Krzysztof Hołowczyc | Jean-Marc Fortin   | Nissan Navara            | +6:37:49  |
| 6                                   | 307 | Dieter Depping      | Timo Gottschalk    | Volkswagen Touareg       | +8:43:29  |
| 7                                   | 340 | Miroslav Zapletal   | Tomáš Ouředníček   | Mitsubishi L200          | +11:03:08 |
| 8                                   | 316 | Leonid Nowicki      | Oleg Tiupenkin     | BMW X3                   | +13:15:13 |
| 9                                   | 306 | Guerlain Chicherit  | Matthieu Baumel    | BMW X3                   | +14:49:49 |
| 10                                  | 304 | Joan Roma           | Lucas Cruz Senra   | Mitsubishi Racing Lancer | +17:27:46 |
| Rajd ukończyło 90 samochodów ze 177 |     |                     |                    |                          |           |

### Ciężarówki
| Miejsce                           | Nr  | Kierowca           | Piloci                                | Ciężarówka       | Czas      |
| --------------------------------- | --- | ------------------ | ------------------------------------- | ---------------- | --------- |
| 1                                 | 506 | Firdaus Kabirow    | Ajdar Bielajew Andriej Mokiejew       | Kamaz 4326-9     | 49:34:46  |
| 2                                 | 501 | Władimir Czagin    | Siergiej Sawostin Eduard Nikołajew    | Kamaz 4326-9     | +3:39     |
| 3                                 | 505 | Gerard de Rooy     | Tom Colsoul Marcel van Melis          | GINAF X2223      | +59:56    |
| 4                                 | 508 | Ilgizar Mardiejew  | Wiaczesław Miziukajew Ajrat Mardiejew | Kamaz 4326-9     | +6:46:30  |
| 5                                 | 507 | Franz Echter       | Detlef Ruf Artur Klein                | MAN TGS          | +7:19:41  |
| 6                                 | 504 | André de Azevedo   | Maykel Justo Jaromír Martinec         | Tatra 815        | +9:31:18  |
| 7                                 | 510 | Pep Vila Roca      | Moisés Torrellardona Joaquín Busoms   | Mercedes 1844 AK | +16:06:40 |
| 8                                 | 503 | Wulfert van Ginkel | Willem Tijsterman Richard de Rooy     | MAN TGS          | +16:29:47 |
| 9                                 | 514 | Jordi Juvanteny    | José Luis Criado Fina Roman           | MAN M2000        | +19:53:45 |
| 10                                | 534 | Zoltán Szaller     | László Károly Pócsik Tibor Csitari    | GINAF X2222      | +20:27:01 |
| Rajd ukończyło 52 ciężarówek z 81 |     |                    |                                       |                  |           |